# 弗登 (內布拉斯加州)
弗登（英語：Verdon）是位於美國內布拉斯加州理查森縣的村。

## 人口
根據2020年美國人口普查的數據，弗登的面積為0.61平方千米，皆為陸地。當地共有人口164人，而人口密度為每平方千米269人。